# عروس النيل (فلم)
عروس النيل فيلم مصري عرض عام 1963، بطولة لبنى عبد العزيز ورشدي أباظة ومن إخراج فطين عبد الوهاب.

## قصة الفيلم
يذهب الجيولوجي (سامي) إلى الأقصر لمتابعة عمليات التنقيب عن البترول. ويُمنع على أساس أن المنطقة تستخدم كمقبرة لعرائس النيل، يرى سامي فتاة جميلة في زي عروس النيل تدعى هاميس تطالبه بوقف الحفر، وأخبرته أنها ابنة آتون إله الشمس وآخر عروس نيل وأن والدها أرسلها إلى الأرض لتمنع انتهاك حرمات مقابر عرائس النيل.

## طاقم التمثيل
- لبنى عبد العزيز: (هاميس)
- رشدي أباظة: (سامي فؤاد)
- عبد المنعم إبراهيم: (فتحي)
- شويكار: (ديدي)
- حسين رياض
- فؤاد شفيق: (الدكتور حسن - عالم الآثار)
- عبد الخالق صالح: (والد ديدي ورئيس الشركة)
- عصمت محمود: (ليلى - مساعدة الدكتور حسن)
- حسين إسماعيل: (الريس رشوان)
- الدكتور شديد: (دكتور أمراض نفسية)
- الضيف أحمد: (نزيل بمستشفى الأمراض النفسية)
- سلامة إلياس
- إبراهيم حشمت
- سهير مجدي: (الراقصة)
- الخواجة بيجو
- صالح الإسكندراني
- حسن أتلة
- محمد إدريس
- ليندا بدوي
- بليغ حبشي
- محمد أحمد المصري

## فريق العمل
- إخراج: فطين عبد الوهاب
- فكرة: لبنى عبد العزيز
- قصة: فايق إسماعيل
- سيناريو: فايق إسماعيل، كامل يوسف
- حوار: سعد الدين وهبة
- مدير التصوير: علي حسن
- مونتاج: حسين أحمد
- موسيقى تصويرية: علي إسماعيل
- إنتاج: رمسيس نجيب
- توزيع داخلي: الشركة العربية للسينما
- توزيع خارجي: المتحدة للسينما (صبحي فرحات)

## روابط خارجية
- مقالات تستعمل روابط فنية بلا صلة مع ويكي بيانات